# Сінельникова Наталія Іванівна
Наталія Іванівна Сінельникова (нар. 1962) — українська радянська діячка, швачка-мотористка Бердичівської швейної фабрики Житомирської області. Депутат Верховної Ради УРСР 11-го скликання.

## Біографія
Освіта середня.
З 1980 року — швачка-мотористка Бердичівської швейної фабрики імені 60-річчя Радянської України Житомирської області.
Потім — на пенсії в місті Бердичеві Житомирської області.

## Нагороди
- ордени
- медалі